# Willanzheim
Willanzheim település Németországban, azon belül Bajorországban. Lakosainak száma 1594 fő (2023. december 31.).

## Népesség
A település népessége az elmúlt években az alábbi módon változott:
| Lakosok száma | 1630 | 1399 | 1593 | 1590 | 1570 | 1598 | 1613 | 1613 | 1588 | 1594 |
|               | 1970 | 1987 | 2010 | 2012 | 2013 | 2015 | 2016 | 2019 | 2021 | 2023 |